# FC Absheron
El Absheron (en azerí: Abşeron Futbol Klubu) fue un equipo de fútbol de Azerbaiyán que jugó en la Birinci Divizionu, la segunda liga de fútbol más importante del país.

## Historia
Fundado en 2010, el club ganó inmediatamente la entrada a la Birinci Divizionu. En abril de 2011 el equipo consiguió el ascenso a Liga Premier después de coronarse campeón de la Birinci Divizionu, además de romper varios récords.
Sin embargo, el 1 de julio de 2011, el club anunció su desaparición debido a los problemas de patrocinio. Por lo que no pudo participar en la Liga Premier y tuvo que ser sustituido por el Sumgayit FK.

## Palmarés
- Birinci Divizionu: 1
  - Campeón: 1

2010/11

## Records
- Birinci Divizionu
  - Victorias Consecutivas: 23 victorias
  - Mayor cantidad de puntos en una temporada: 72 puntos
  - Invicto más largo: 26 partidos